# ファショダ事件

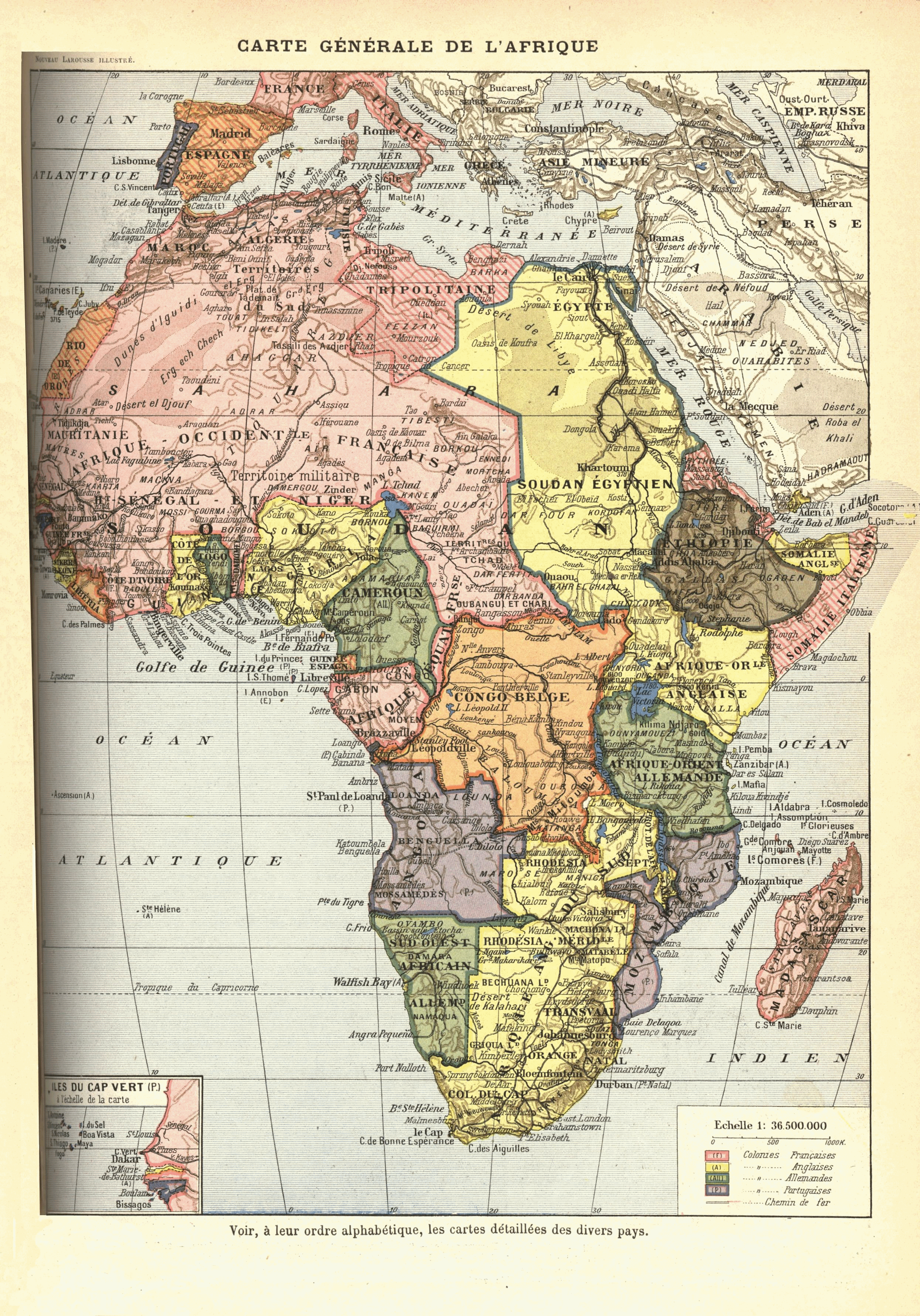
ファショダ事件（1898年）当時のアフリカ。南北に伸びるイギリスの植民地（黄色）と東西に伸びるフランスの植民地（桃色）の拡大政策が現在のスーダン・南スーダンで衝突した

ファショダ（現在のコドク）と首都ハルツーム、ナイル川の位置関係（現在は南スーダンに位置する）

ファショダ事件（ファショダじけん）は、1898年、アフリカ分割の過程でイギリスとフランスが軍事衝突しかけた事件である。この事件を契機として、英仏は接近することとなった。

## 概要
英領であるカイロとケープタウンを結ぶ直線と、仏領であるダカール（セネガル）とジブチを結ぶ直線は、スーダンのファショダ付近で交差する。このようにファショダは両国のアフリカ戦略上極めて重要な地点に位置していた。
他方、キッチナー率いるイギリス軍の船隊は、ナイル川を南下して同年9月18日にファショダ村に到着した。
フランスの外相テオフィル・デルカッセはこの場面でイギリスとの軍事衝突を選ぶことは得策ではないと考えた。当時急速に勢力を拡大していたドイツとの衝突に備えてイギリスとの関係を悪化させることは避けるべきであった上、またドレフュス事件をはじめとする不祥事で当時のフランスの軍部は国民の信頼を失っており、遠くスーダンで戦争を遂行することは世論の賛同を得られないと思われたためである。結局フランス軍が譲歩し、翌1899年ファショダから撤退した。
本事件は帝国主義の時代において英仏両国の関係が最も緊張した出来事であり、本事件以後、英仏関係は融和に向かうことになる。先述のとおりドイツ帝国の勢力拡大に直面した両国は、アフリカ大陸での軍事衝突を行う余力がなくなり、統治に終始することとなる。その後、第二次世界大戦終結後に英仏を含むヨーロッパの植民地保有国が影響力を失い始め、各地でアフリカ諸国が独立してアフリカの年と呼ばれる1960年までの間双方が軍事衝突を避けながら統治を続けていくこととなる。